# Lampre-ISD/Saison 2012
Dieser Artikel listet Erfolge und Fahrer des Radsportteams Lampre-ISD in der Saison 2012 auf.

## Erfolge in der UCI Europe Tour
| Datum      | Rennen                                                   | Kat. | Fahrer              |
| ---------- | -------------------------------------------------------- | ---- | ------------------- |
| 22. März   | 3. Etappe Settimana Internazionale                       | 2.1  | Diego Ulissi        |
| 23. März   | 4. Etappe Settimana Internazionale                       | 2.1  | Diego Ulissi        |
| 18. April  | 2. Etappe Giro del Trentino                              | 2.HC | Damiano Cunego      |
| 23. Mai    | 1. Etappe Bayern-Rundfahrt                               | 2.HC | Alessandro Petacchi |
| 25. Mai    | 3. Etappe Bayern-Rundfahrt                               | 2.HC | Alessandro Petacchi |
| 27. Mai    | 5. Etappe Bayern-Rundfahrt                               | 2.HC | Alessandro Petacchi |
| 23. August | Gran Premio Industria e Commercio Artigianato Carnaghese | 1.1  | Diego Ulissi        |

## Zugänge – Abgänge
| Zugänge            | Team 2011              | Abgänge                             | Team 2012                 |
| ------------------ | ---------------------- | ----------------------------------- | ------------------------- |
| Jurij Kriwzow      | AG2R La Mondiale       | Simon Špilak                        | Katusha Team              |
| Davide Viganò      | Leopard Trek           | Francesco Gavazzi                   | Astana Pro Team           |
| Davide Cimolai     | Liquigas-Cannondale    | Alfredo Balloni                     | Farnese Vini-Selle Italia |
| Matthew Lloyd      | Omega Pharma-Lotto     | Aitor Pérez                         | Gios-Deyser Leon Kastro   |
| Morris Possoni     | Sky ProCycling         | Witalij Kondrut                     | Kolss Cycling Team        |
| Simone Stortoni    | Colnago-CSF Inox       | David Loosli                        | Karriereende              |
| Oleksandr Scheydyk | ISD-Lampre Continental | Bálint Szeghalmi                    | Karriereende              |
| Winner Anacona     | Neoprofi               | Enrico Magazzini                    | Unbekannt                 |
| Massimo Graziato   | Neoprofi               | Leonardo Bertagnolli (bis 29. Juni) | Karriereende              |

## Mannschaft
| Name                   | Geburtstag         | Nationalität |              |
| ---------------------- | ------------------ | ------------ | ------------ |
| Winner Anacona         | 11. August 1988    | Kolumbien    |              |
| Grega Bole             | 13. August 1985    | Slowenien    |              |
| Matteo Bono            | 11. November 1983  | Italien      |              |
| Witalij Buz            | 24. Oktober 1986   | Ukraine      |              |
| Davide Cimolai         | 13. August 1989    | Italien      |              |
| Damiano Cunego         | 19. September 1981 | Italien      |              |
| Massimo Graziato       | 25. September 1988 | Italien      |              |
| Danilo Hondo           | 4. Januar 1974     | Deutschland  |              |
| Denys Kostjuk          | 13. März 1982      | Ukraine      |              |
| Dmytryj Krywzow        | 3. April 1985      | Ukraine      |              |
| Jurij Kriwzow          | 7. Februar 1979    | Frankreich   |              |
| Oleksandr Kwatschuk    | 23. Juli 1983      | Ukraine      |              |
| Matthew Lloyd          | 24. Mai 1983       | Australien   |              |
| Adriano Malori         | 28. Januar 1988    | Italien      |              |
| Marco Marzano          | 10. Juni 1980      | Italien      |              |
| Manuele Mori           | 9. August 1980     | Italien      |              |
| Przemysław Niemiec     | 11. April 1980     | Polen        |              |
| Alessandro Petacchi    | 3. Januar 1974     | Italien      |              |
| Daniele Pietropolli    | 11. Juli 1980      | Italien      |              |
| Morris Possoni         | 1. Juli 1984       | Italien      |              |
| Daniele Righi          | 28. März 1976      | Italien      |              |
| Michele Scarponi       | 25. September 1979 | Italien      |              |
| Oleksandr Scheydyk     | 13. September 1980 | Ukraine      |              |
| Alessandro Spezialetti | 14. Januar 1975    | Italien      |              |
| Simone Stortoni        | 7. Juli 1985       | Italien      |              |
| Diego Ulissi           | 15. Juli 1989      | Italien      |              |
| Davide Viganò          | 12. Juni 1984      | Italien      |              |
| Stagiaires             | Stagiaires         | Nationalität | Nationalität |
| Mattia Cattaneo        | Mattia Cattaneo    | Italien      |              |
| Michele Viola          | Michele Viola      | Italien      |              |
| Luca Wackermann        | Luca Wackermann    | Italien      |              |